# Dafydd ab Owain Gwynedd
Dafydd ab Owain Gwynedd (c. 1145 – 1203) fue Príncipe de Gwynedd de 1170 a 1195. Durante un tiempo, gobernó conjuntamente con sus hermanos Maelgwn ab Owain Gwynedd y Rhodri ab Owain Gwynedd.
Dafydd era hijo de Owain Gwynedd y Cristin ferch Goronwy ab Owain (casados c. 1145). Como Owain y Cristin era primos carnales, el matrimonio no fue aceptado por la iglesia, lo que calificaba a Dafydd como ilegítimo. Dafydd aparece por primera vez en la escena en 1157 cuándo Enrique II de Inglaterra invade Gwynedd. Dafydd participó en una escaramuza cerca de Basingwerk en la que Enrique estuvo a punto de morir. En 1165, se recuerda su colonización del Valle de Clwyd y su ataque y saqueo de Tegeingl.
A la muerte de Owain Gwynedd en 1170, sus hijos se disputaron el señorío de Gwynedd. Juntos, Dafydd y Rhodri atacaron y mataron a su hermano Hywel ab Owain Gwynedd ese mismo año. Dafydd expulsó a Maelgwn en 1173, haciéndole huir a Irlanda. Otro hermano, Cynan, murió en 1174, eliminando otro contendiente al trono. Ese mismo año Dafydd capturó y encarceló sus a hermanos Maelgwn (que había regresado de Irlanda) y Rhodri. Él era ahora el único gobernante Gwynedd, y ese mismo año mismo se casó con Emma de Anjou, medio-hermana de Enrique II, en verano de 1174. Emma era hija ilegítima de Godofredo V de Anjou. Tuvieron cuatro hijos:
- Owain
- Einion
- Gwenllian
- Gwenhwyfar

En 1175, Rhodri huyó y atacó a su hermano, ocupando Gwynedd al oeste del Río Conwy. Dafydd fue capaz de mantener la parte oriental, y en 1177, Enrique le concedió Ellesmere y Hales en Inglaterra. Tuvo un castillo en Rhuddlan donde Gerald de Gales pasó una noche en 1188 en su ronda de viaje Gales con el Arzobispo Baldwin.
En 1194, Dafydd afrontó una nueva amenaza nueva de su sobrino, Llywelyn ap Iorwerth, que le derrotó en la batalla de Aberconwy con la ayuda de sus primos, los hijos de Cynan ab Owain Gwynedd, le expulsó de la mayoría de sus posesiones y le encarceló en 1197. Fue liberado un año más tarde gracias a los esfuerzos de Hubert Walter, Arzobispo de Canterbury. Dafydd se retiró al Reino de Inglaterra, donde murió en mayo de 1203. Emma murió en o después de que 1214.